# RISC Single Chip
RISC Single Chip (RSC) è un microprocessore prodotto da IBM e basato sul POWER1. Il processore venne utilizzato negli RS/6000 di fascia bassa. Nello specifico lo utilizzarono il modello 220 e 230. Il processore utilizzava un milione di transistor, il 20% in più del POWER1.